# 科内利乌斯·舒马赫
科内利乌斯·舒马赫（德語：Cornelius Schumacher，1969年12月1日，出生在德國蒂賓根）是德國的開放源碼軟體開發者。他出生在蒂賓根，但生活在德國埃爾朗根。
自2001年他成為一位KDE貢獻者，他主要工作是在PIM團隊。他是KOrganizer多年的主要開發者和維護者。科内利乌斯·舒马赫自2002年起成為KDE e.V.董事會的成員。2009年夏天，他被選為KDE e.V.的主席。

## 外部連結
- People behind KDE  （页面存档备份，存于）
- Blog of Cornelius  （页面存档备份，存于）